# Alain Claude Bilie By Nze

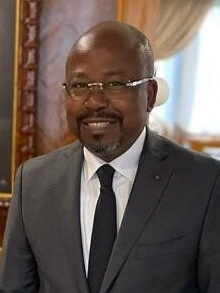
Alain Claude Bilie-By-Nze (2023)

Alain Claude Bilie By Nze (* 16. September 1967 in Makokou) ist ein gabunischer Politiker, der vom 9. Januar 2023 bis zum 29. August 2023 Premierminister von Gabun war.

## Karriere
Bilie By Nze besuchte die Grundschule in seiner Geburtsstadt Makokou, bevor er in die Ecole Secondaire des Cadets de la Police (ESCAP) aufgenommen wurde. Anschließend studierte er Literaturwissenschaft an der Omar-Bongo-Universität in Libreville.
Von Dezember 2002 bis Dezember 2005 bekleidete er verschiedene Posten in Ministerien, darunter das Ministerium für Menschenrechte und das Ministerium für Landwirtschaft. Im Jahr 2006 wurde er zum Minister für Kommunikation ernannt und in die gabunische Nationalversammlung gewählt. 2007 wechselte er das Ressort und wurde Beigeordneter Minister im Ministerium für Verkehr und Zivilluftfahrt.
Im März 2012 wurde er zum politischen Berater des Präsidenten der Republik und zum Sprecher des Präsidenten der Republik ernannt. Dieses Amt bekleidete er bis zu seiner Berufung in die Regierung am 11. September 2015 als Kommunikationsminister und Regierungssprecher. Zusätzlich übernahm er im Oktober 2016 die Ämter des Staatsministers, des Ministers für die digitale Wirtschaft und des Ministers für Kultur und Kunst, bis er 2018 erneut zum Staatsminister und Sportminister ernannt wurde. Im Juli 2020 wurde ihm neben dem Posten des Staatsministers und das Amt des Ministers für Energie und Wasserressourcen übertragen. Bei einer Kabinettsumbildung im März 2022 wurde er zum offiziellen Sprecher der Regierung und im Oktober 2022 zum stellvertretender Premierminister ernannt. Am 9. Januar 2023 wurde Bilie By Nze zum Premierminister von Gabun ernannt und löste Rose Christiane Raponda ab, die zurücktrat, um Vizepräsidentin zu werden.
Nach dem Militärputsch in Gabun 2023 wurde Bilie By Nze abgesetzt und Raymond Ndong Sima per Dekret neuer Premierminister einer Übergangsregierung.